# Ștefan cel Mare, Bacău
Ștefan cel Mare (în trecut, Valea Seacă) este satul de reședință al comunei cu același nume din județul Bacău, Moldova, România.